# 努诺·特里斯唐
努诺·特里斯唐（葡萄牙語：Nuno Tristão，？—？）是15世纪葡萄牙探险家和奴隶商人，他是第一个航行到今天几内亚比绍地区的欧洲航海家。

## 生平
努诺·特里斯唐是葡萄牙王室的贵族，恩里克王子的亲戚。1441年，受王子之命，特里斯唐和安唐·贡萨尔维斯一起前往西非海岸进行探险考察，船队还带上了一位恩里克王子的摩尔人侍从充当翻译。特里斯唐指挥船队越过里奥德奥罗河河口，并一直航行到了当时欧洲人所能到达的最远的地方——布朗角。在接下来的两年时间内，他越过布朗角，考察了更南方的阿尔金湾，在毛里塔尼亚沿岸登陆，并在那里捕获了28名黑人奴隶。1445年，他继续向南航行并到达几内亚，并描述那里“长满了棕榈树和其他树种，土地也显得十分富饶肥沃”。1446年，特里斯唐在今天几内亚比绍的首都比绍附近登陆。
特里斯唐后来在一次黑人袭击中身中毒箭被杀，此事发生在佛得角以南约320公里的一处大河中。他被杀的具体时间不明，一种说法是在1446年。而特里斯唐的余部则在两个月之内连续航行了3500公里回到里斯本，这在当时也是有史以来欧洲人最远的一次不靠岸远航。